# Oude pastorij (Burcht)

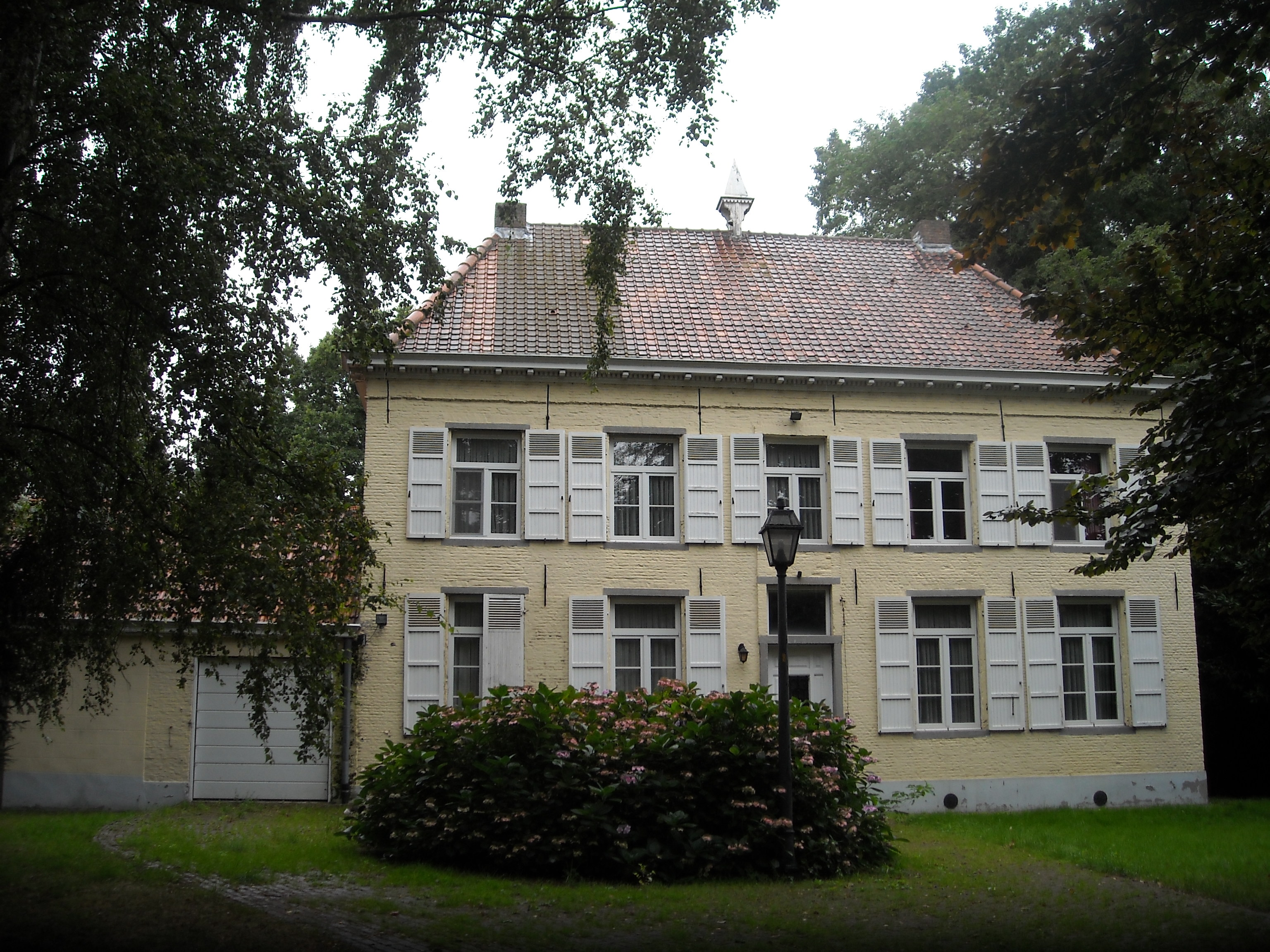
Oude pastorij in Burcht

De pastorij (of pastorie) in het Belgische dorp Burcht is een streng geometrisch gebouwde woning, daterend eind achttiende eeuw, in een sobere classicistische stijl, bestaande uit vijf traveeën, twee bouwlagen met daarboven een pannenschilddak met dakruiter, bekroond met een kruis. Zowel de boven- als de benedenverdieping tellen verschillende kamers, gescheiden door een brede gang. In de onderste bouwlaag, aan de zuidelijke voorgevel, bevindt zich een licht vooruitspringende deurtravee, rechthoekige voor- en achterdeuren met bovenlicht die gevat zijn in vlakke hardstenen omlijstingen met steenmerken uit de achttiende eeuw. Aan de pastorij bevond zich oorspronkelijk nog een bijgebouw, dat begin eenentwintigste eeuw is afgebroken.

## Geschiedenis
Aanvankelijk was voor de Burchtse pastoors geen speciale woning voorzien. Ze moesten zelf een ambtswoning huren of kopen. In 1657 verzocht de dienstdoende pastoor, Simon De Clercq, zijn bisschop het toenmalig huurhuis te mogen aankopen. In maart 1659 sloot men een akkoord voor 1800 gulden. Herstellingen aan het gebouw en aanbouw van een kamer en een stal zorgden voor een meerprijs van 400 gulden. De oorspronkelijke pastorij bevond zich naast de kerk, op de terreinen van de oude Broederschool, Dorpstraat 38, in 1659 bouwde men een grotere op de huidige locatie, Kaai 29.

## Verbouwing
Pastoor Philippus Verheyen richtte tijdens zijn ambtsperiode in 1744 een verzoek aan de bisschop om een nieuw onderkomen te laten bouwen. Hij omschreef de pastorij als: ‘Een boere hutteken met kamers als koten om in en uit te cruypen’. Verheyen ontving toestemming om 1400 gulden te lenen. Het overige deel betaalde hij zelf. De aannemer die de werken uitvoerde was Adriaan Fabri, die rond dezelfde tijd verbouwingswerken deed aan de Sint-Martinuskerk. De verbouwing was voltooid voor 1 augustus 1746.

## Schade en herstel
Ten tijde van de Franse Revolutie gebeurde de overdracht van het gebouw naar de gemeente. Door hun beperkte financiële middelen onderhield men de pastorij minimaal. In latere jaren vonden verschillende herstellingswerken plaats, een belangrijk deel hiervan tussen de jaren 1845 en 1869.
De V-bommen die in februari en maart 1945, tijdens de Tweede Wereldoorlog, op Burcht vielen, brachten ernstige schade toe aan de pastorij. De storm en de overstroming, tijdens de watersnoodramp van 1953, richtten verdere vernielingen aan. In 1955 volgden nieuwe herstellingswerken.

## Restauratie
In 1986 stelde men architect Christel Peeters aan om het gebouw grondig te inspecteren. Men besloot een volledige restauratie uit te voeren met respect voor de oorspronkelijke constructie en materialen. Peeters startte de werken in februari 1990; ruim een jaar later was de pastorij bewoonbaar voor pastoor René Troch. De laatste priester van Burcht, Kamiel Philips, verliet op 7 maart 2009 de pastorij.
Sinds 2016 is het gebouw de locatie van de Heemkundige Kring Zwijndrecht Burcht en van verschillende andere, lokale, culturele verenigingen.